# Javier Sierra
Javier Sierra Albert (Teruel, 11 de agosto de 1971) é um jornalista, apresentador e escritor espanhol.

## Biografia
Javier Sierra é o primeiro escritor espanhol (e até agora o único) que entrou no Top Ten da lista dos mais vendidos no Estados Unidos, elaborada pelo The New York Times. Conseguiu em abril de 2006 com sua obra La cena secreta, atingindo o número 6. Este livro, que foi finalista do Prêmio de Novela Cidade de Torrevieja, foi editado em 43 países e vendeu mais de três milhões de unidades, colocando o escritor como o segundo escritor espanhol contemporâneo mais traduzido segundo o Index Translationum, depois de Carlos Ruiz Zafón (45) e na frente de Juan Gómez-Jurado (41).
Licenciado em Ciências da Informação pela Universidade Complutense de Madri. Foi conselheiro editorial da revista  Más allá de la Ciencia e atualmente participa em diversos espaços radiofônicos e televisivos.

## Obras (parcial)
- La dama azul (1998) PT: A senhora do manto azul (Bertrand Editora, 2007)
- Las puertas templarias (2000)
- El secreto egipcio de Napoleón (2002)
- La cena secreta (2004) BR: A ceia secreta (Planeta, 2014) PT: O Segredo da Última Ceia (Editorial Presença, 2005)
- El ángel perdido (2011) BR: O anjo perdido (Planeta, 2011)
- El maestro del Prado (2013)
- La pirámide inmortal (2014)
- El fuego invisible (2017)
- El mensaje de Pandora (2020)